# Durvillaea
Durvillaea is een geslacht van bruinwieren uit de orde Fucales. De naam van het geslacht is vernoemd naar de Franse ontdekkingsreiziger Jules Dumont d'Urville. De soorten komen voor in de zeeën rondom Nieuw-Zeeland, Zuid-Amerika en Australië.

## Soorten
- Durvillaea antarctica
- Durvillaea poha
- Durvillaea chathamensis
- Durvillaea potatorum
- Durvillaea willana